# Basilika St. Godehard (Hildesheim)

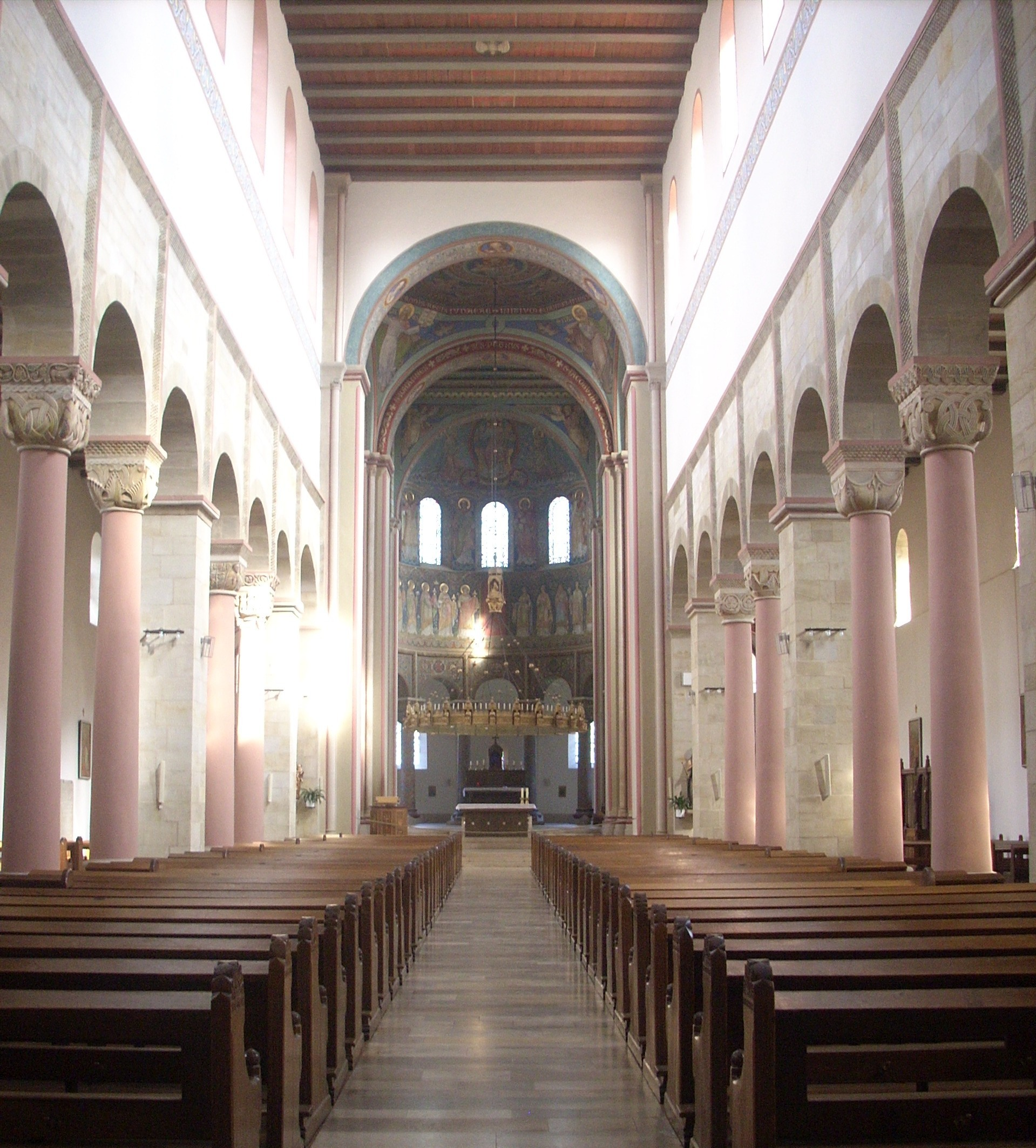
Inneres

Die Basilika St. Godehard ist eine römisch-katholische Pfarrkirche am Südrand der Altstadt von Hildesheim (Godehardsplatz 3). Die zwischen 1133 und 1172 erbaute ehemalige Abteikirche der gleichnamigen Benediktinerabtei, von keinerlei späteren Umbauten beeinträchtigt und im Zweiten Weltkrieg fast unversehrt geblieben, zählt mit ihren klassischen Proportionen zu den bedeutendsten Zeugnissen romanischer Baukunst in Deutschland. Ihre gleichnamige Pfarrei gehört zum Dekanat Hildesheim des Bistums Hildesheim.
Seit 1963 trägt sie den päpstlichen Ehrentitel Basilica minor.

## Geschichte

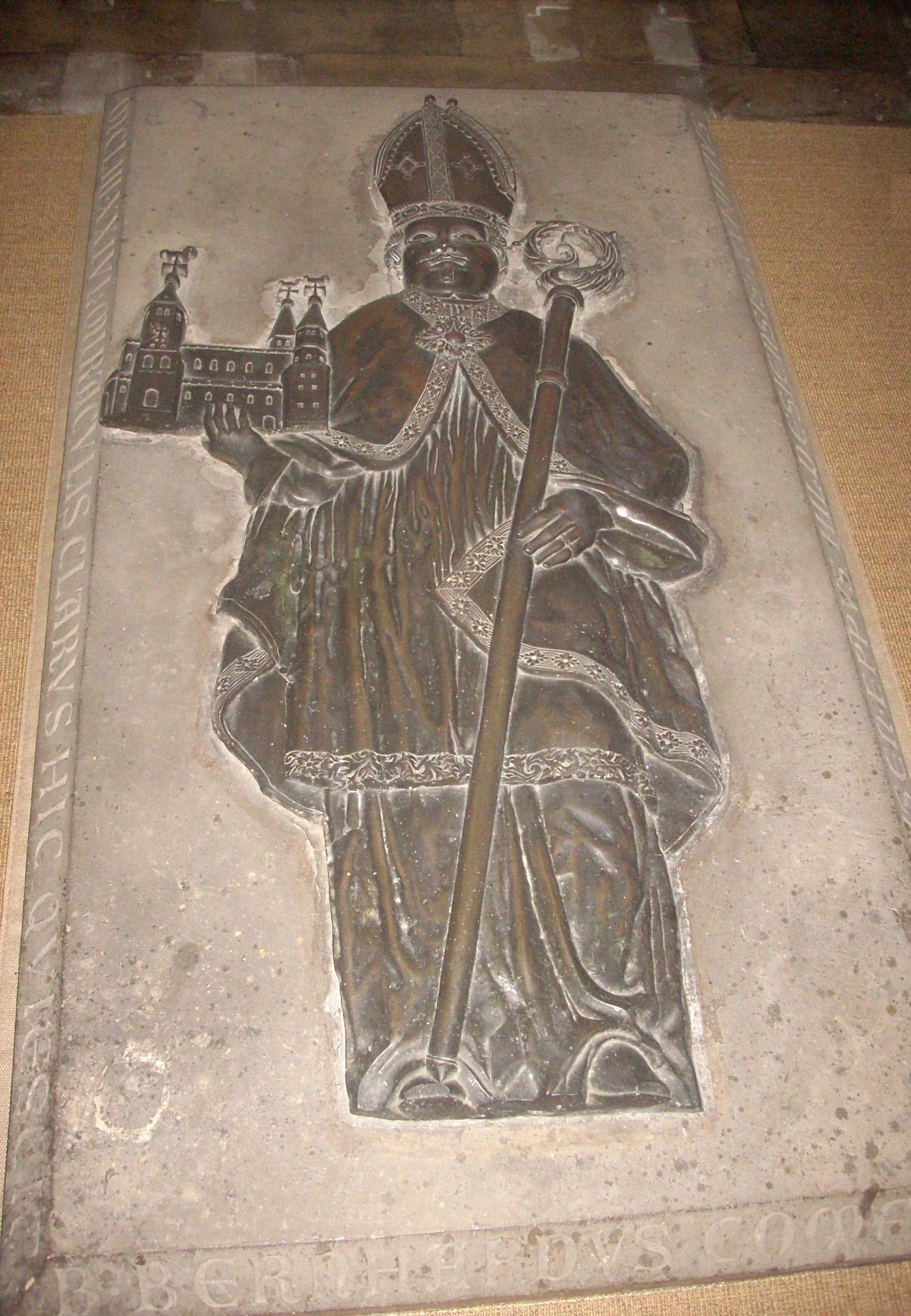
Grab Bischof Bernhards, des Gründers von Kirche und Kloster († 1154), im Hochchor (Sandsteinplatte mit Bronzerelief, 1745)

Der hl. Godehard (Gotthard), Benediktiner und 1022–1038 einer der bedeutendsten Bischöfe von Hildesheim, wurde im Jahr 1133 heiliggesprochen. Noch im selben Jahr begann auf Veranlassung Bischof Bernhards der Bau von Kirche und Kloster zu seinen Ehren. 1172 waren die Arbeiten abgeschlossen und Bischof Adelog weihte die Kirche.
Da St. Gotthard zu den besonders verehrten Heiligen des Hochmittelalters gehörte, führten seine Reliquien einen beständigen Pilgerstrom nach Hildesheim.
Das Godehardikloster blieb von der Reformation unberührt, während die Pfarrkirchen der Stadt lutherisch wurden, und bestand bis zur Säkularisation 1803.

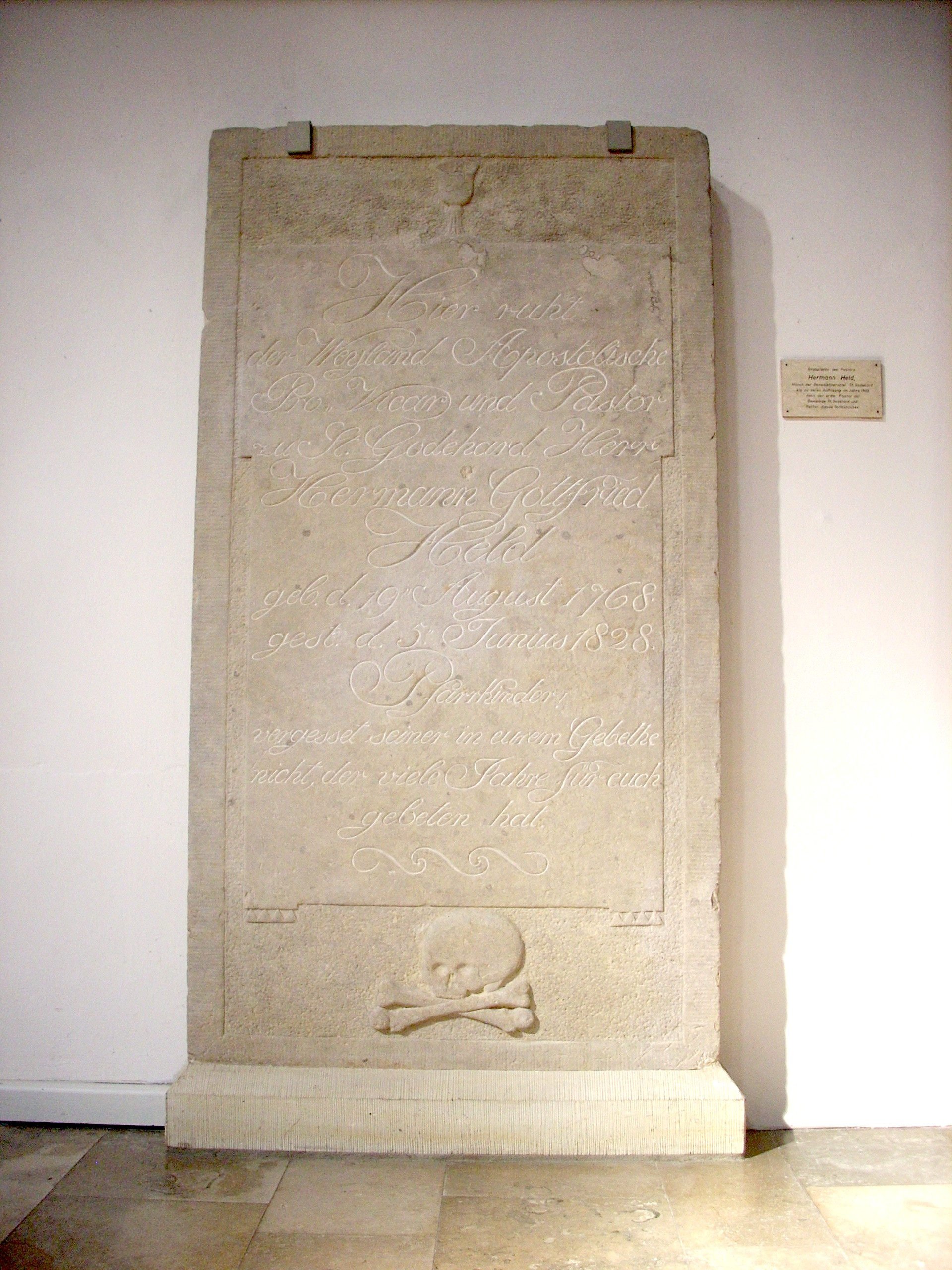
Grabplatte von Hermann Held; nach der Säkularisation 1803 erster Pfarrer von St. Godehard; 1827 Erster Domherr im neu errichteten Domkapitel

Nur durch großen persönlichen Einsatz von Hermann Gottfried Held (1768–1828), Konventuale bis zur Säkularisation, dann erster Pfarrer von St. Godehard, gelang es, die Basilika vor dem Abriss zu retten. 1818 kam sie in den Besitz des Allgemeinen Hannoverschen Klosterfonds und blieb katholische Pfarrkirche.
Bei der Zerstörung Alt-Hildesheims am 22. März 1945 blieb der Südrand der Altstadt verschont, darunter die Godehardsbasilika. Sie wurde zwar bei Luftangriffen am 13. Februar 1945, am 22. Februar 1945 und am 22. März 1945 vor allem im Bereich des nördlichen Seitenschiffes beschädigt, jedoch konnten die Schäden bereits 1945 wieder behoben werden, so dass die Kirche im gleichen Jahr wieder für Gottesdienste zur Verfügung stand. Sie war die einzige Kirche im Zentrum von Hildesheim, die von größeren Zerstörungen verschont blieb. So diente sie bis zur Wiederweihe des Doms 1960 auch als Bischofskirche.
1963 verlieh ihr Papst Paul VI. den Titel einer Basilica minor.
Von 2003 bis 2013 lebten und wirkten wieder Benediktiner an St. Godehard, jeweils drei Mönche, die von der Jerusalemer Dormitio-Abtei entsandt wurden.
Während der sanierungsbedingten Schließung des Doms (2010–2014) befand sich die Cathedra des Bischofs von Hildesheim wieder in St. Godehard, und die Basilika war Ort der Pontifikalliturgie. In der Mitte des Langhauses hing während dieser Zeit der Heziloleuchter.
Vom 1. August 2004 an gehörte die Kirche zur Pfarrei Heilig Kreuz. Am 1. November 2014 wurde die heutige Pfarrei St. Godehard gegründet, zu der neben der Basilika St. Godehard und den anderen Kirchen der bisherigen Pfarrei Heilig Kreuz (St. Bernward, Heilig Kreuz, St. Magdalenen und Domkirche St. Mariä Himmelfahrt) auch die St.-Elisabeth-Kirche gehört.
Seit 1971 werden in den Räumen des ehemaligen Godehardi-Klosters die Rechtspfleger für die Bundesländer Niedersachsen, Schleswig-Holstein, Bremen und Hamburg an der heutigen Norddeutschen Hochschule für Rechtspflege ausgebildet.
Eine Besonderheit des Klosterbaus ist der noch heute erhaltene, mittelalterliche Bibliotheksraum. Heute dient er zwar als Schatzkammer, besitzt aber noch die Wandmalerei des 15. Jahrhunderts. Die in den Nischen vorhandenen Buchstaben A bis G in Wappenschilden sind die historischen Signaturgruppen, wo einst entsprechende Regale mit den Büchern standen. Mehrere Inkunabeln in der Dombibliothek Hildesheim, die aus dem Kloster stammen, haben immer noch die entsprechende Signatur auf dem Buchdeckel zu lesen.

## Architektur
St. Godehard ist eine dreischiffige Basilika mit Querschiff und Chorumgang mit drei Radialkapellen, einem großen achteckigen Vierungsturm und einem Westwerk mit zwei kleineren Türmen und Westapsis (heute Taufkapelle). Die Außenwände sind mit Blendarkadenfriesen und Lisenen gegliedert. Von den Portalen ist das nordwestliche das eindrucksvollste, in dessen Tympanon Christus, flankiert von den heiligen Bischöfen Godehard und Epiphanius, die Eintretenden begrüßt.

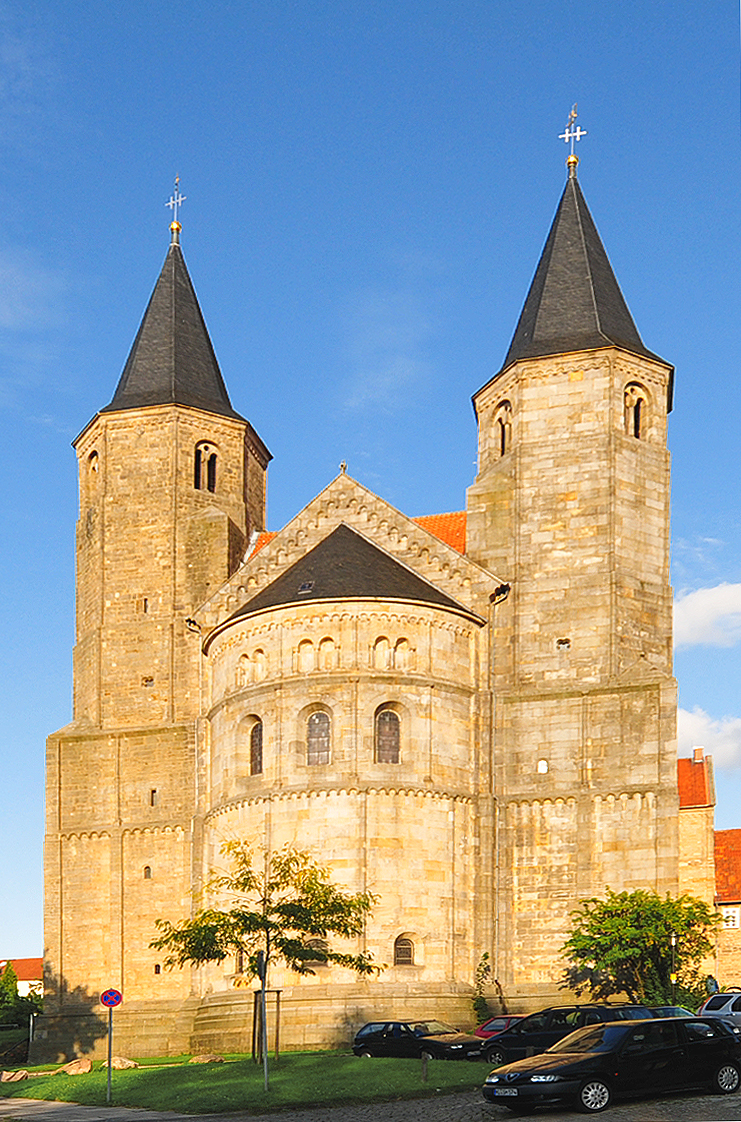
Westwerk
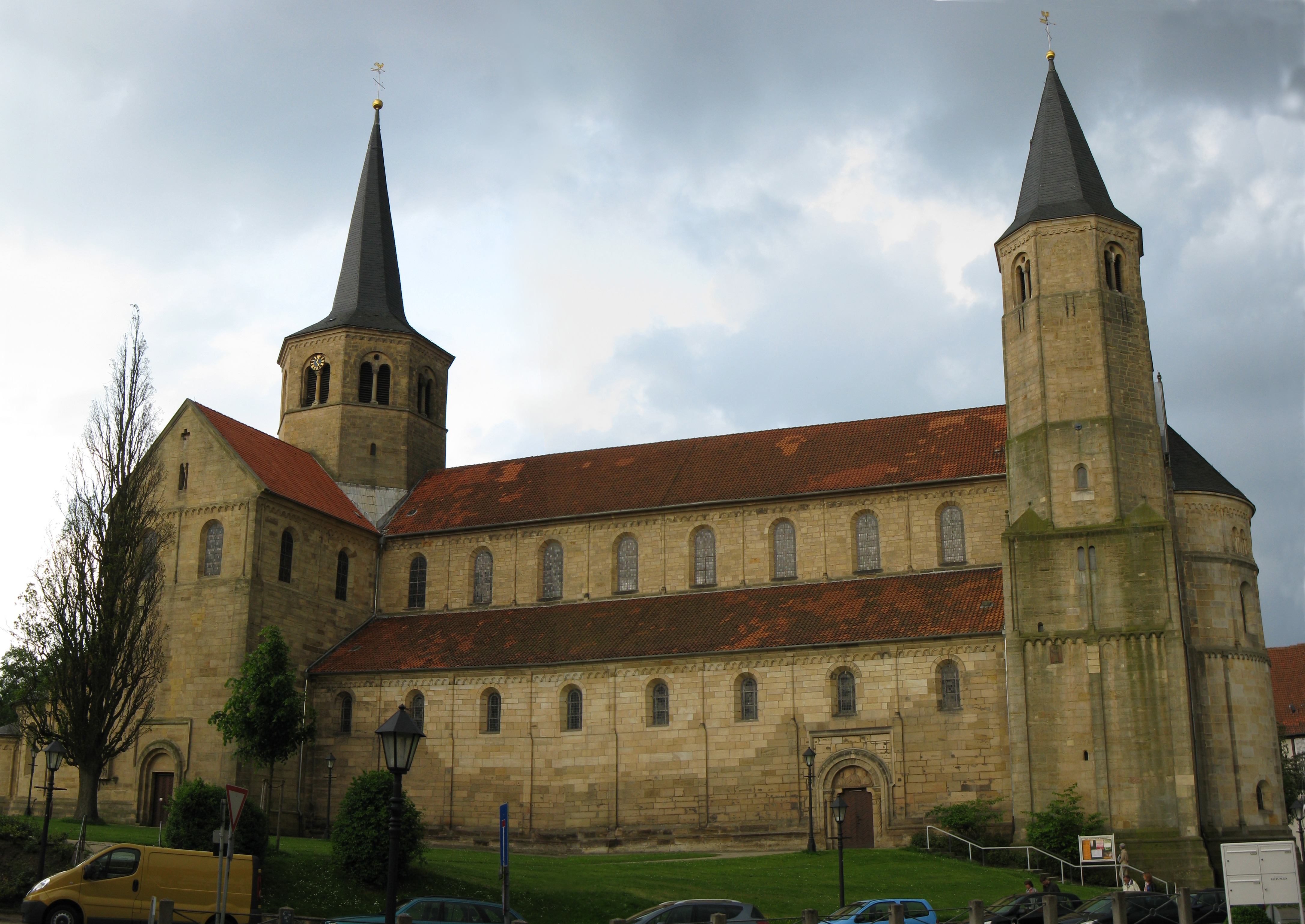
Ansicht von Norden
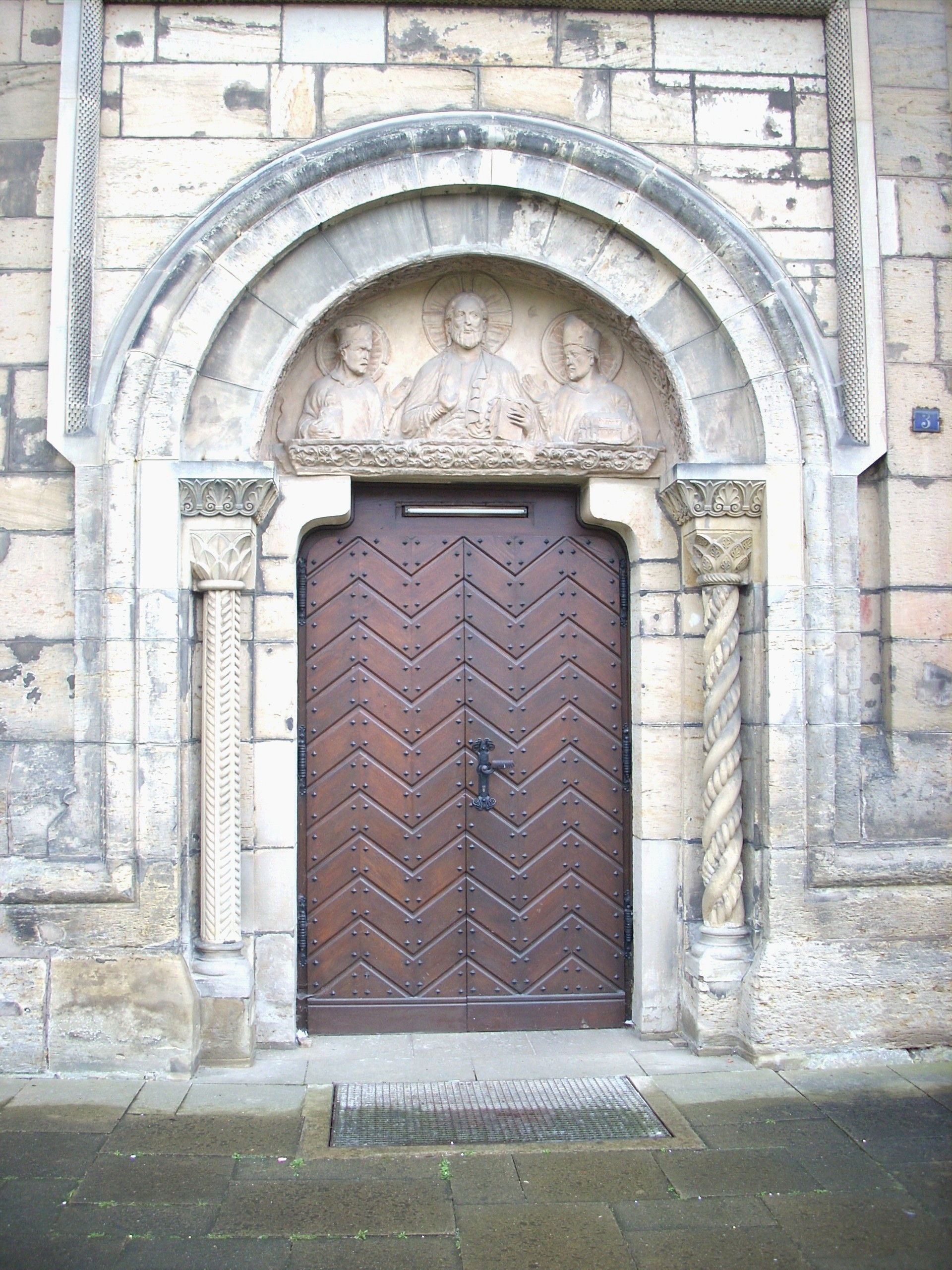
Nordwestportal
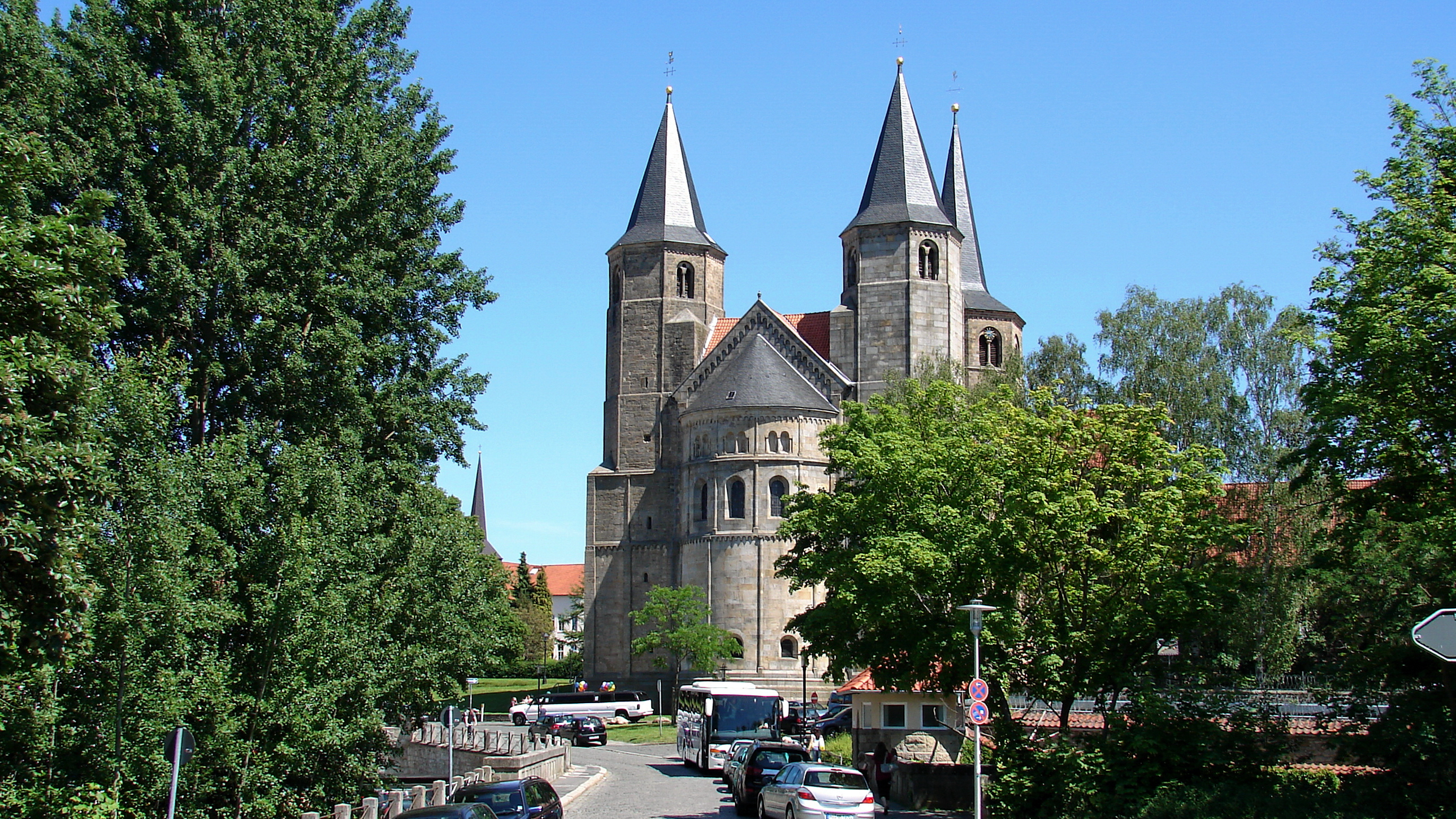
Ansicht von Westen
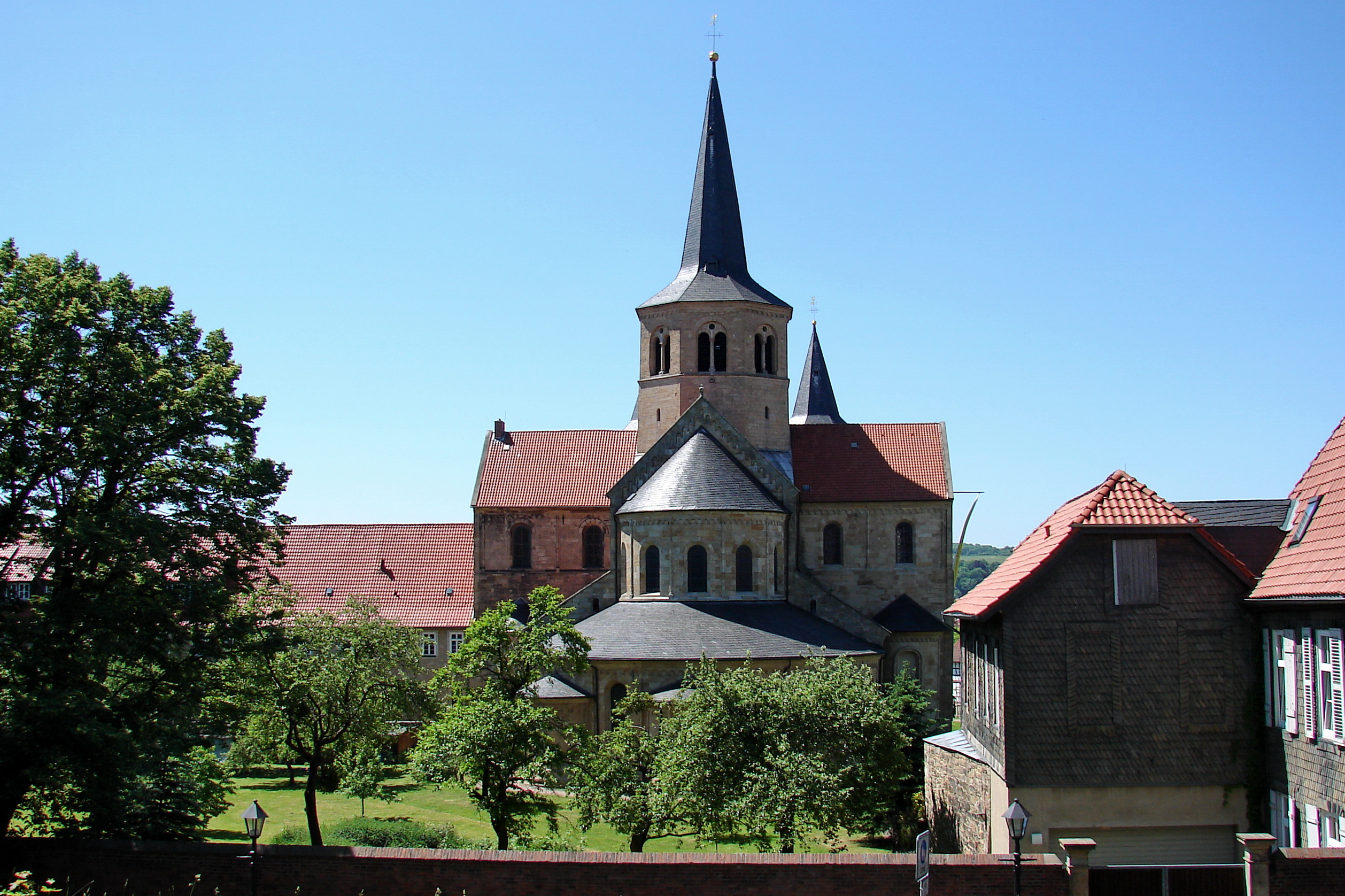
Ostseite
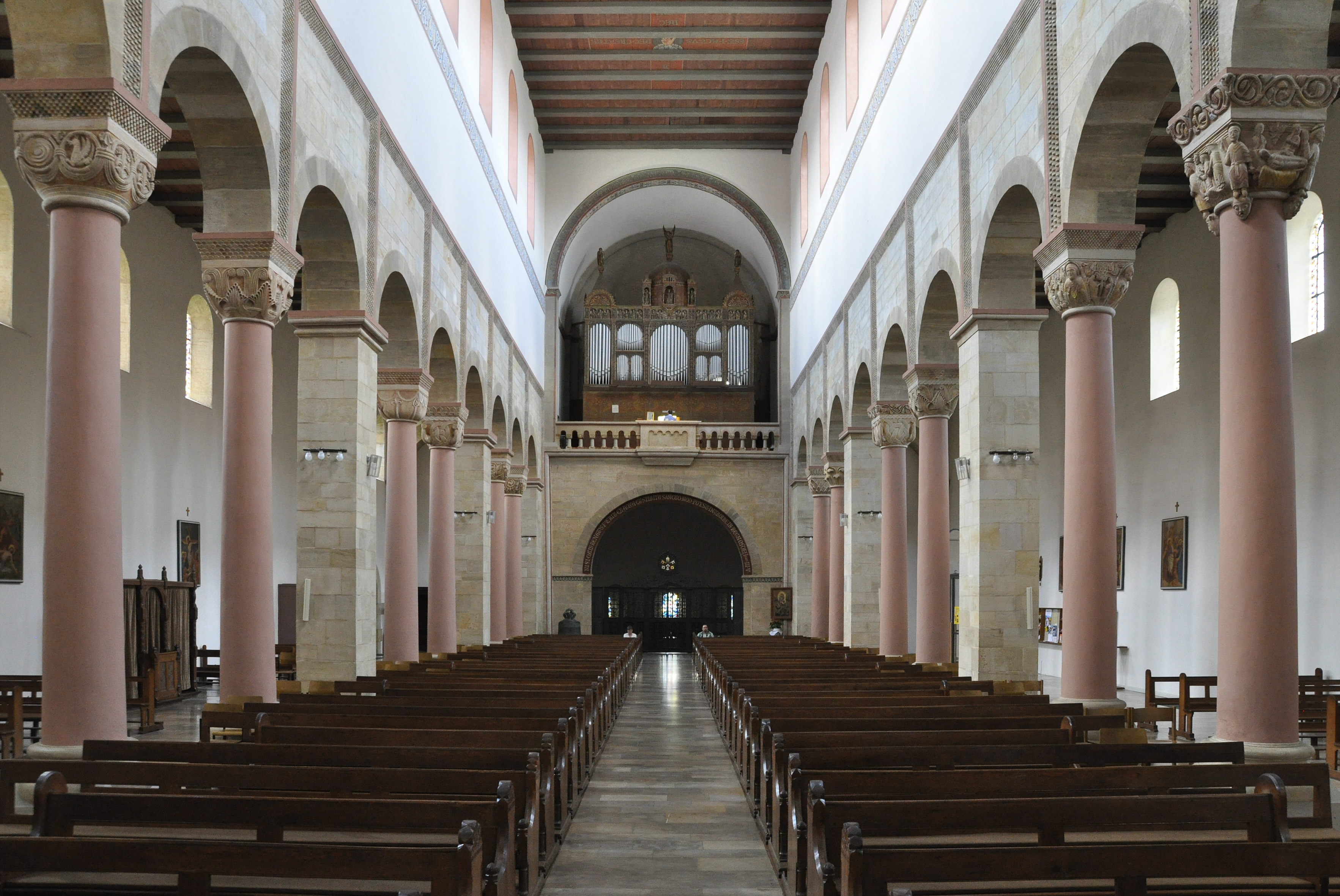
Blick nach Westen
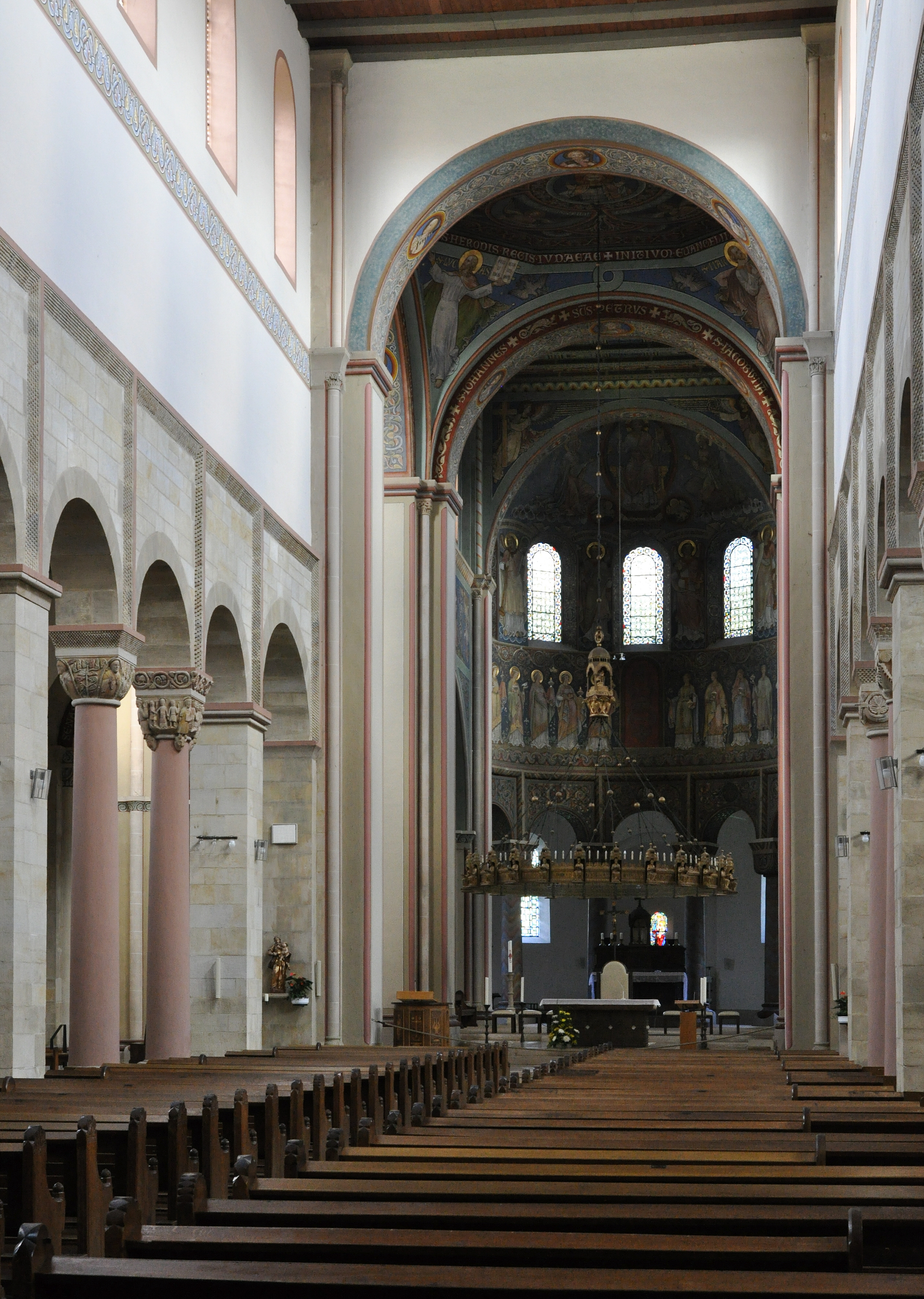
Blick zum Chor

## Ausstattung
Im Inneren wird das flache Mittelschiffdach von sechs Pfeilern und zwölf Säulen getragen (Niedersächsischer Stützenwechsel). Die hochromanischen, figuren- und ornamentreichen Kapitelle gehören zu den Meisterwerken ihrer Art. Licht fällt durch die Rundbogenfenster der Seitenschiffe, der Obergaden und des Hochchors. In der Vierung über dem Hauptaltar hängt ein Radleuchter, den Königin Marie von Hannover der Kirche 1864 stiftete. Die reiche Ausmalung des Chores schuf Michael Welter 1861–63. Aus derselben Zeit stammt der Hochaltar. Spätgotisch sind das Chorgestühl, die Kreuzigungsgruppe an der südlichen Querhauswand und die Godehardsstatue beim Nordosteingang. Im südlichen Querhausarm steht der spätbarocke Benediktsaltar mit einer gotischen Mitteltafel.

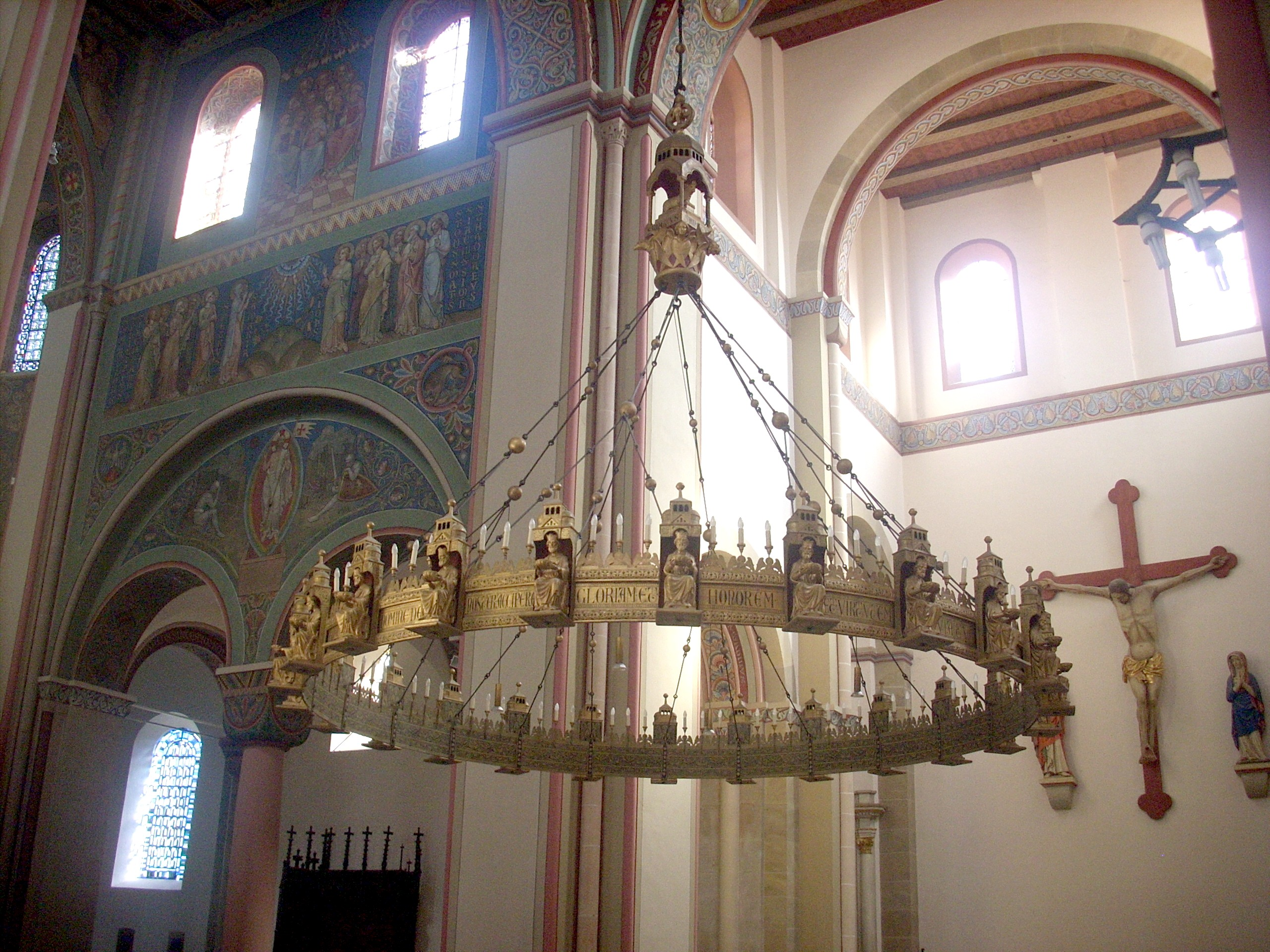
Vierung, Radleuchter
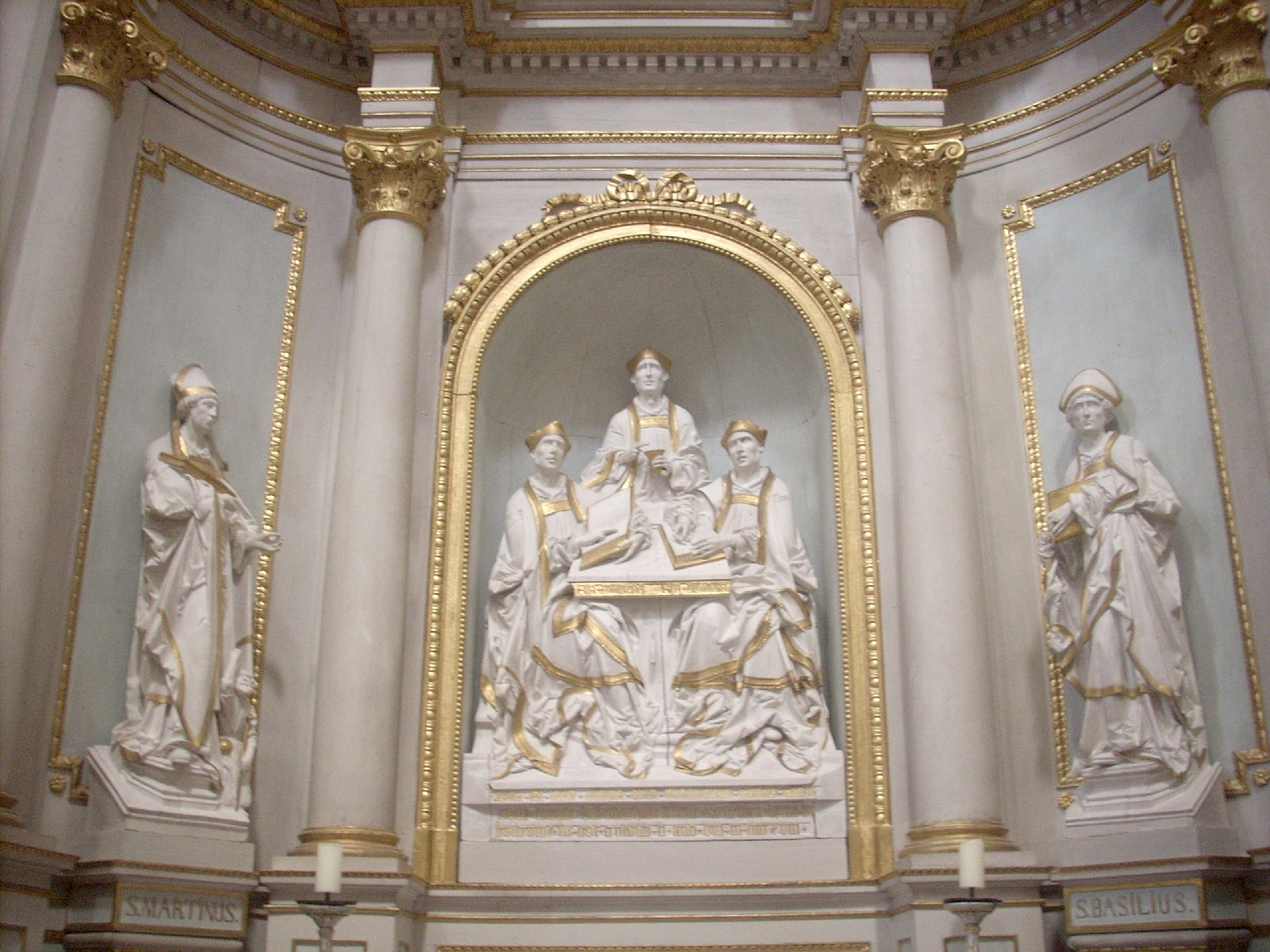
Benediktsaltar
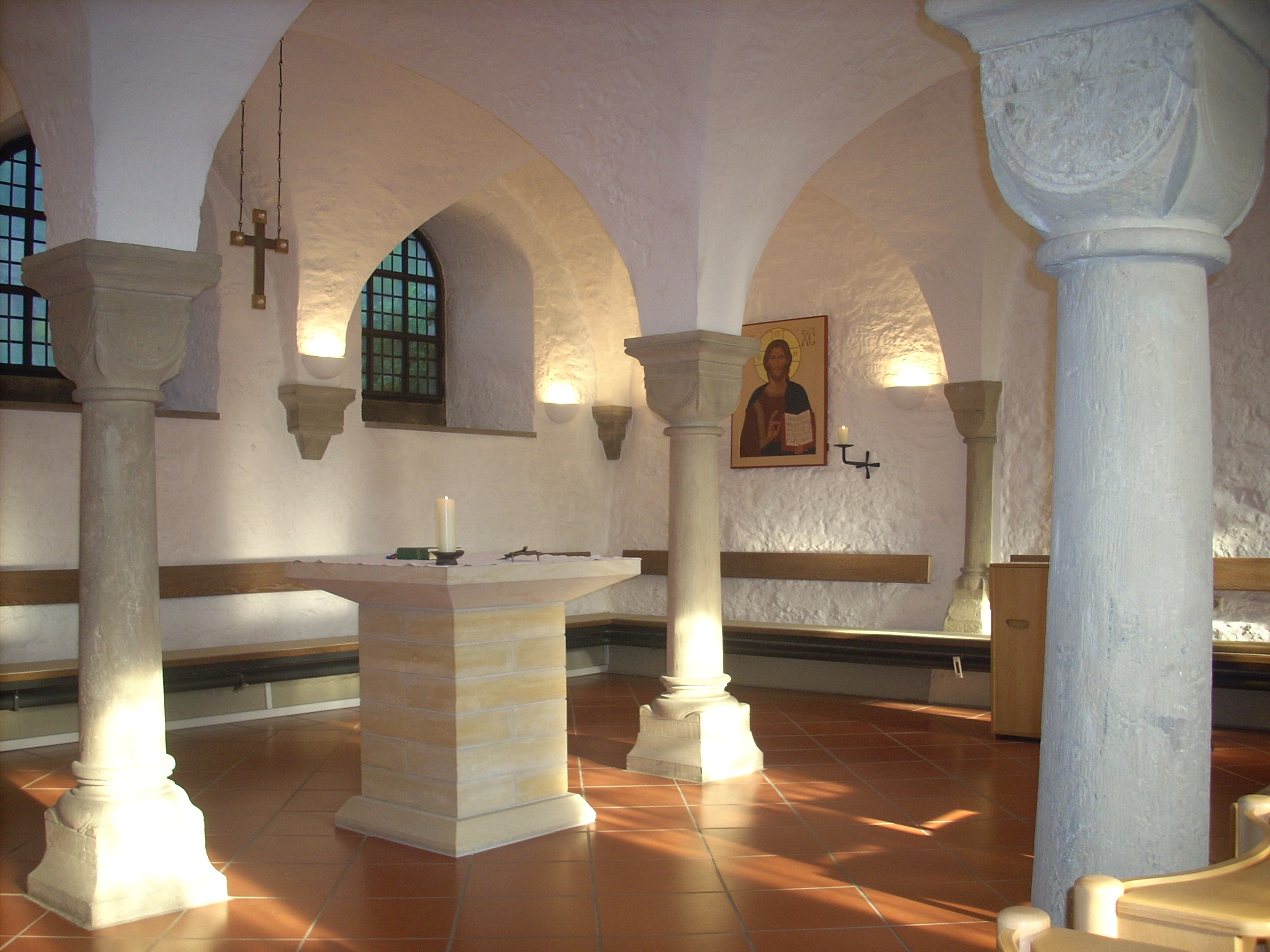
Kapitelsaal
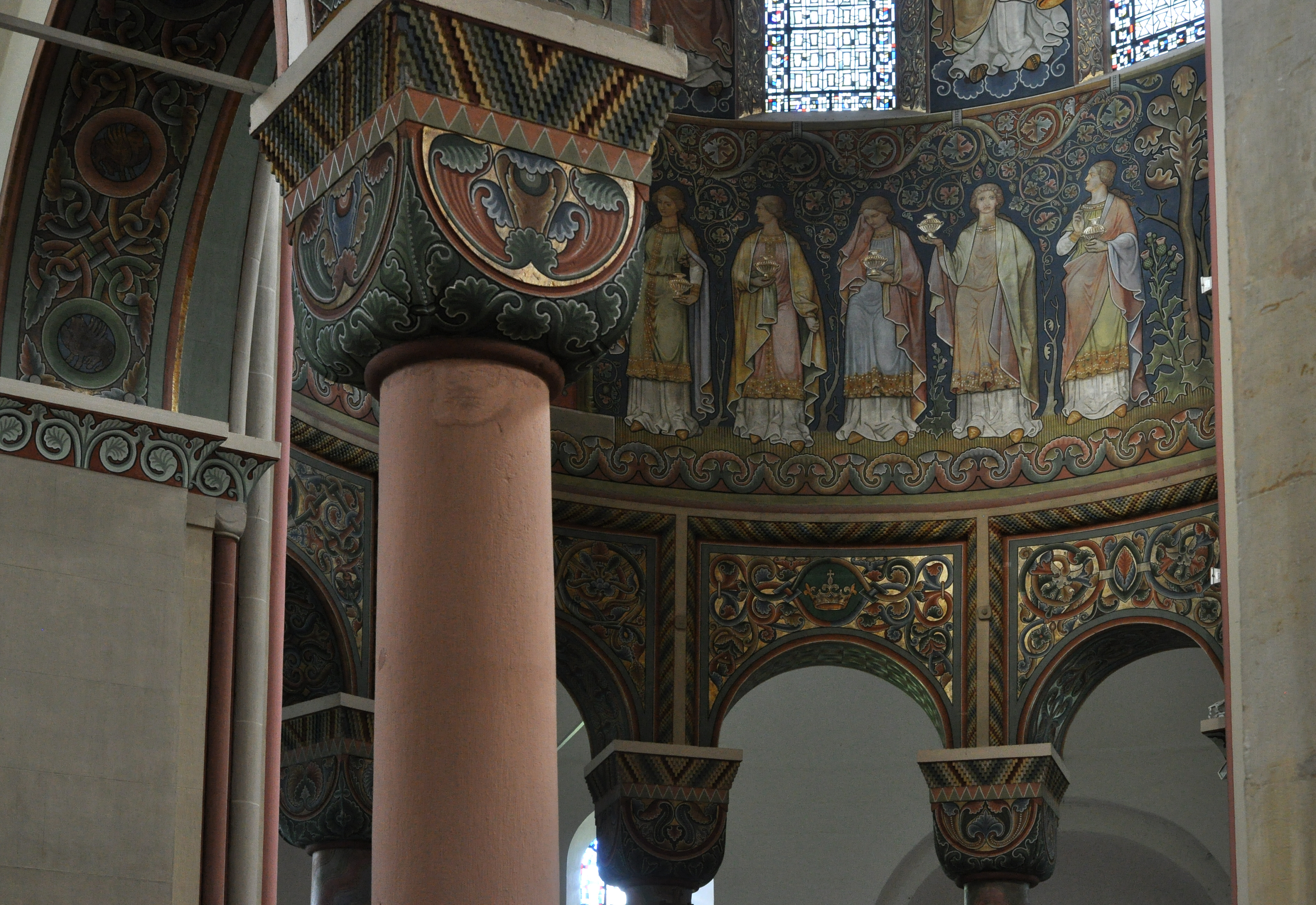
Apsis, Malereien von Michael Welter 1861–63
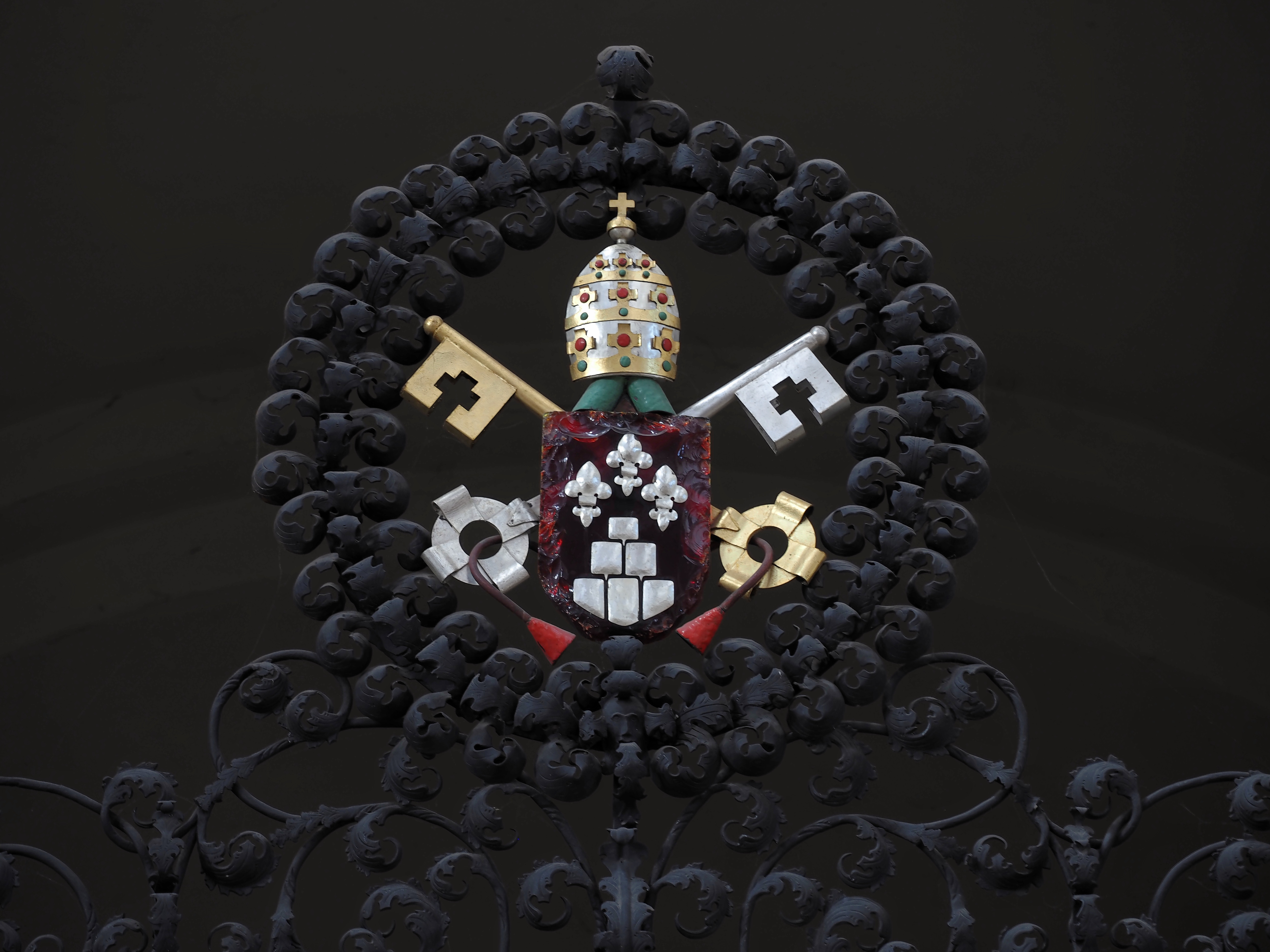
Wappen von Papst Paul VI. am Tor vor der Taufkapelle

### Orgel

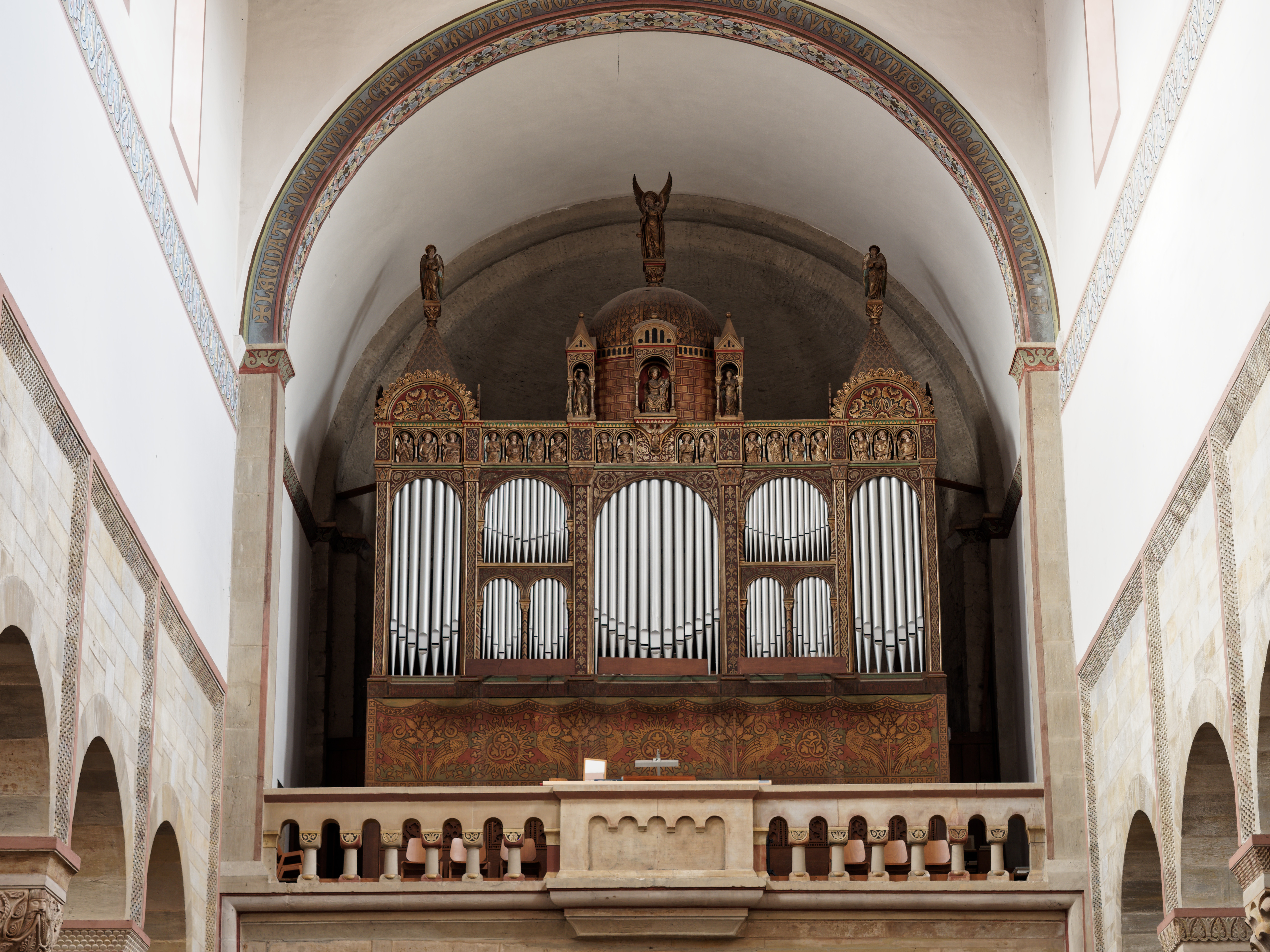
Empore mit Orgelprospekt

Die Orgel wurde 1912 von der Orgelbaufirma Furtwängler & Hammer als Opus 718 neu erbaut. Die Windladen wurden als Taschenladen, die Trakturen pneumatisch ausgeführt. 1946 erfolgte eine Instandsetzung und Dispositionsänderung durch Emil Hammer Orgelbau (Opus 1284). 1971 wurde die Orgel durch die Werkstatt Gebrüder Hillebrand Orgelbau gereinigt und umgebaut, dabei wurde u. a. ein Register hinzugefügt, die Trakturen elektrifiziert und ein freistehender Spieltisch neu gebaut. 2021/22 erfolgte eine Restaurierung durch die Erbauerfirma, die sich hauptsächlich am Ursprungszustand orientierte, jedoch auch einige Erweiterungen (teilweise aus der Vorgängerorgel) beinhaltet. In diesem Zuge wurde auch ein neuer Spieltisch gebaut, der erweiterte Funktionen, wie z. B. eine Setzeranlage und zusätzliche Oktavkoppeln enthält. Das Instrument hat dabei das ursprüngliche spätromantische Klangbild zurückerhalten; es hat heute 46 Register und zwei Transmissionen auf drei Manualwerken und Pedal.
| I. Manual C–f3 |                 |       |
| 01.            | Principal       | 16‘   |
| 02.            | Major-Principal | 08‘   |
| 03.            | Doppelflöte     | 08‘   |
| 04.            | Gemshorn        | 08‘   |
| 05.            | Fugara          | 08‘   |
| 06.            | Octav           | 04‘   |
| 07.            | Rohrflöte       | 04‘   |
| 08.            | Rauschpfeife II | 2 ⁄3‘ |
| 09.            | Cornet III-V    |       |
| 10.            | Mixtur III-V    |       |
| 11.            | Fagott          | 16‘   |
| 12.            | Trompete        | 08‘   |

| II. Manual (Schwellpositiv) C–f3 |                 |     |
| 13.                              | Bordun          | 16' |
| 14.                              | Minor-Principal | 08‘ |
| 15.                              | Rohrflöte       | 08‘ |
| 16.                              | Flute harm.     | 08‘ |
| 17.                              | Gambe           | 08‘ |
| 18.                              | Principal       | 04‘ |
| 19.                              | Traversflöte    | 04‘ |
| 20.                              | Flautino        | 02‘ |
| 21.                              | Mixtur III-IV   | 0   |
| 22.                              | Trompete harm.  | 08‘ |
| 23.                              | Oboe            | 08‘ |
|                                  | Tremulant       |     |

| III. Manual (Schwellwerk) C–f3 |                   |     |
| 24.                            | Gedeckt           | 16‘ |
| 25.                            | Geigenprincipal   | 08‘ |
| 26.                            | Concertflöte      | 08‘ |
| 27.                            | Quintatön         | 08‘ |
| 28.                            | Viola             | 08‘ |
| 29.                            | Salicional        | 08‘ |
| 30.                            | Aeoline           | 08‘ |
| 31.                            | Vox coelestis     | 08‘ |
| 32.                            | Gemshorn          | 04‘ |
| 33.                            | Salicional        | 04‘ |
| 34.                            | Progressio II-III |     |
| 35.                            | Clarinette        | 08‘ |
| 36.                            | Vox humana        | 08‘ |
|                                | Tremulant         |     |

| Pedalwerk C–d1 |                            |         |
| 37.            | Majorbaß                   | 16‘     |
| 38.            | Principalbaß               | 16‘     |
| 39.            | Subbaß                     | 16‘     |
| 40.            | Violon                     | 16'     |
|                | Gedacktbaß (= Nr. 24)      | 16‘     |
| 41.            | Quintbaß                   | 10 2/3' |
| 42.            | Octavbaß                   | 08‘     |
| 43.            | Cello                      | 08‘     |
| 44.            | Sanftbaß                   | 08‘     |
| 45.            | Oktave                     | 04‘     |
|                | Contraposaune (aus Nr. 46) | 32‘     |
| 46.            | Posaune                    | 16‘     |
|                | Bassclarinette (= Nr. 35)  | 08‘     |

- Koppeln und Spielhilfen: Normalkoppeln, div. Oktavkoppeln, Setzeranlage

### Geläut
In den Türmen hängen eine Kirchenglocke aus Bronze von 1926 der Glockengießerei Albert Junker aus Brilon und vier Eisenhartgussglocken der Gießerei Ulrich & Weule (Bockenem), von denen die beiden kleinen dem Uhrschlag dienen. Die beiden größeren Glocken hängen im nördlichen und im südlichen Westturm, die anderen im Vierungsturm. Im Langhaus steht eine historische Bronzeglocke im Schlagton fis', die aufgrund erheblicher Gussfehler nicht läutbar ist.
Übersicht
| Glocke | Name          | Gussjahr | Durchmesser | Gewicht | Schlagton |
| ------ | ------------- | -------- | ----------- | ------- | --------- |
| 1      | St. Godehard  | 1947     | 2061 mm     | 3400 kg | B°+4      |
| 2      | St. Bernward  | 1948     | 1747 mm     | 2200 kg | des′±0    |
| 3      | St. Maria     | 1952     | 1545 mm     | 1400 kg | es′+8     |
| 4      | St. Nikolaus  | 1926     | 1101 mm     | 0800 kg | f′+10     |
| 5      | St. Magdalena | 1948     | 1061 mm     | 0600 kg | as′+6     |